# Jiang Yonghua
Jiang Yonghua (chiń. 江永华; pinyin Jiāng Yǒnghuá; ur. 7 września 1973 w Jixi) – chińska kolarka torowa, srebrna medalistka olimpijska oraz wicemistrzyni świata.

## Kariera
W kadrze narodowej Jiang Yonghua znalazła się w 1999 roku. W 2001 roku została mistrzynią kraju w wyścigu na 1500 m, a rok później, na igrzyskach azjatyckich w Pusan zdobyła złoty medal na dystansie 500 m. Na mistrzostwach świata w Stuttgarcie w 2003 roku zajęła piąte miejsce w wyścigu na 500 m. Największe sukcesy osiągnęła jednak w 2004 roku, kiedy na igrzyskach olimpijskich w Atenach zdobyła srebrny medal w tej samej konkurencji, ulegając tylko Australijce Annie Meares. W tym samym roku wystąpiła na mistrzostwach świata w Melbourne, gdzie w wyścigu na 500 m także była druga za Meares.